# Pôle pour les libertés
Pôle pour les libertés est une coalition politique italienne regroupant les partis de centre droit, active entre 1996 et 2000.

## Histoire
Dans le cadre de la refonte du système politique italien, le centre droit était représenté, lors des élections générales de 1994, par deux coalitions : le Pôle des libertés, qui comprenait Forza Italia et la Ligue du Nord, et le Pôle du bon gouvernement, qui réunissait Forza Italia et l'Alliance nationale. La Ligue du Nord quitte la coalition à la fin de l'année 1994.
En 1996, la mouvance du centre-droit prend le nom de « Pôle pour les libertés », en réponse à l'émergence d'une vaste alliance de centre-gauche, L'Olivier.
Le Parti populaire italien, le promoteur d'une alliance de centre-gauche, a subi la division des Chrétiens démocrates unis, partisans d'une union de centre-droit. Dans ce contexte, le Pôle pour les libertés inclut :
- Forza Italia ;
- Alliance nationale ;
- Centre chrétien-démocrate - Chrétiens démocrates unis.

La coalition, dirigée par Silvio Berlusconi, a été battue par L'Olivier lors des élections générales de 1996.
En 2000, lorsque la Ligue du Nord est intégrée, le Pôle pour les libertés prend le nom de Maison des libertés. Celle-ci remporte les élections générales de 2001 et soutient le gouvernement du pays jusqu'en 2006.